# Choirilos von Athen
Choirilos von Athen (altgriechisch Χοιρίλος Choirílos) war einer der frühesten griechischen Dramatiker. Er trat schon 520 v. Chr. als Tragiker auf und war ein Zeitgenosse des Pratinas, Phrynichos und Äschylos.
Er scheint vorwiegend Satyrspiele gedichtet zu haben, die noch lange geschätzt waren.

## Textausgabe
Überreste seiner Dichtungen sind gesammelt von August Nauck: Tragicorum Graecorum Fragmenta. Leipzig 1856.